# Grammy Awards 1976
Am 28. Februar 1976 wurden die Grammy Awards 1976 in 48 Kategorien aus 16 Feldern vergeben. Es war die 18. Verleihung des Grammy, des wichtigsten US-amerikanischen Musikpreises.

## Hauptkategorien
Single des Jahres (Record of the Year):
- Love Will Keep Us Together von Captain & Tennille

Album des Jahres (Album of the Year):
- Still Crazy After All These Years von Paul Simon

Song des Jahres (Song of the Year):
- Send In the Clowns von Judy Collins (Autor: Stephen Sondheim)

Bester neuer Künstler (Best New Artist):
- Natalie Cole

## Pop
Beste weibliche Gesangsdarbietung – Pop (Best Pop Vocal Performance, Female):
- At Seventeen von Janis Ian

Beste männliche Gesangsdarbietung – Pop (Best Pop Vocal Performance, Male):
- Still Crazy After All These Years von Paul Simon

Beste Darbietung eines Duos oder einer Gruppe mit Gesang – Pop (Best Pop Performance By A Duo Or Group With Vocals):
- Lyin' Eyes von den Eagles

Beste Instrumentaldarbietung – Pop (Best Pop Instrumental Performance):
- The Hustle von Van McCoy

## Rhythm & Blues
Beste weibliche Gesangsdarbietung – R&B (Best R&B Vocal Performance, Female):
- This Will Be von Natalie Cole

Beste männliche Gesangsdarbietung – R&B (Best R&B Vocal Performance, Male):
- Living for the City von Ray Charles

Beste Darbietung eines Duos oder einer Gruppe mit Gesang – Pop (Best R&B Performance By A Duo Or Group With Vocals):
- Shining Star von Earth, Wind & Fire

Beste Instrumentaldarbietung – R&B (Best R&B Instrumental Performance):
- Fly, Robin, Fly von Silver Convention

Bester R&B-Song (Best R&B Song):
- Where Is the Love von Betty Wright (Autoren: Harry Wayne Casey, Richard Finch, Willie Clarke)

## Country
Beste weibliche Gesangsdarbietung – Country (Best Country Vocal Performance, Female):
- I Can't Help It (If I'm Still In Love With You) von Linda Ronstadt

Beste männliche Gesangsdarbietung – Country (Best Country Vocal Performance, Male):
- Blue Eyes Crying In The Rain von Willie Nelson

Beste Countrygesangsdarbietung eines Duos oder einer Gruppe (Best Country Vocal Performance By A Duo Or Group):
- Lover Please von Rita Coolidge & Kris Kristofferson

Bestes Darbietung eines Countryinstrumentals (Best Country Instrumental Performance):
- The Entertainer von Chet Atkins

Bester Countrysong (Best Country Song):
- (Hey Won't You Play) Another Somebody Done Somebody Wrong Song von B. J. Thomas (Autoren: Larry Butler, Chips Moman)

## Jazz
Beste Jazz-Darbietung eines Solisten (Best Jazz Performance By A Soloist):
- Oscar Peterson And Dizzy Gillespie für Dizzy Gillespie

Beste Jazz-Darbietung einer Gruppe (Best Jazz Performance By A Group):
- No Mystery von Chick Corea & Return to Forever

Beste Jazz-Darbietung einer Big Band (Best Jazz Performance By A Big Band):
- Images von Michel Legrand & Phil Woods

## Gospel
Beste Gospel-Darbietung ohne Soul-Gospel (Best Gospel Performance, Other Than Soul Gospel):
- No Shortage von den Imperials

Beste Soul-Gospel-Darbietung (Best Soul Gospel Performance):
- Take Me Back von Andae Crouch & The Disciples

Beste Inspirational-Darbietung (Best Inspirational Performance):
- Jesus, We Just Want To Thank You vom Bill Gaither Trio

## Latin
Beste Latin-Aufnahme (Best Latin Recording)
- Sun Of Latin Music von Eddie Palmieri

## Folk
Beste Ethnofolk- oder traditionelle Folk-Aufnahme (Best Ethnic Or Traditional Recording):
- The Muddy Waters Woodstock Album von Muddy Waters

## Für Kinder
Beste Aufnahme für Kinder (Best Recording For Children):
- The Little Prince von Richard Burton

## Sprache
Beste gesprochene Aufnahme (Best Spoken Word Recording):
- Give 'Em Hell, Harry von James Whitmore

## Comedy
Beste Comedy-Aufnahme (Best Comedy Recording):
- ... Is It Something I Said? von Richard Pryor

## Musical Show
Bestes Cast-Show-Album (Best Cast Show Album):
- The Wiz von der Originalbesetzung mit Stephanie Mills und Dee Dee Bridgewater (Komponist: Charlie Smalls; Produzent: Jerry Wexler)

## Komposition / Arrangement
Beste Instrumentalkomposition (Best Instrumental Composition):
- Images von Michel Legrand & Phil Woods (Komponist: Michel Legrand)

Album mit der besten Originalmusik geschrieben für einen Film oder ein Fernsehspecial (Album Of Best Original Score Written For A Motion Picture Or A Television Special):
- Jaws (Komponist: John Williams)

Bestes Instrumentalarrangement (Best Instrumental Arrangement):
- The Rockford Files (Komponisten: Pete Carpenter, Mike Post)

Bestes Arrangement mit Gesangsbegleitung (Best Arrangement Accompanying Vocals):
- Misty von Ray Stevens

## Packages und Album-Begleittexte
Bestes Album-Paket (Best Album Package):
- Honey von den Ohio Players (Künstlerischer Leiter: Jim Ladwig)

Bester Album-Begleittext (Best Album Notes):
- Blood On The Tracks von Bob Dylan (Verfasser: Pete Hamill)

Bester Album-Begleittext – Klassische Musik (Best Album Notes – Classical):
- Footlifters von Gunther Schuller (Verfasser: Gunther Schuller)

## Produktion und Technik
Beste technische Aufnahme, ohne klassische Musik (Best Engineered Recording, Non-Classical):
- Between The Lines von Janis Ian (Technik: Brooks Arthur, Larry Alexander, Russ Payne)

Beste technische Klassikaufnahme (Best Engineered Recording, Classical):
- Ravel: Daphnis et Chloé von den Camarata Singers und den New Yorker Philharmonikern unter Leitung von Pierre Boulez (Technik: Edwart T. Graham, Milton Cherin, Ray Moore)

Produzent des Jahres (ohne Klassik) (Producer Of The Year, Non-Classical):
- Arif Mardin

## Klassische Musik
Bestes Klassik-Album des Jahres (Album Of The Year, Classical):
- Beethoven: Symphonien 1-9 (Gesamtaufnahme) des Chicago Symphony Orchestra unter Leitung von Georg Solti

Beste klassische Orchesterdarbietung (Best Classical Performance – Orchestra):
- Ravel: Daphnis et Chloé von den Camarata Singers und den New Yorker Philharmonikern unter Leitung von Pierre Boulez

Beste Opernaufnahme (Best Opera Recording):
- Mozart: Così fan tutte von Richard van Allan, Janet Baker, Montserrat Caballé, Ileana Cotrubaș, Vladimiro Ganzarolli, Nicolai Gedda und dem Royal Opera House Orchestra unter Leitung von Colin Davis

Beste Chor-Darbietung, Klassik (ohne Oper) (Best Choral Performance, Classical, Other Than Opera):
- Orff: Carmina Burana vom Cleveland Boys Choir und dem Cleveland Orchestra Chorus unter Leitung von Michael Tilson Thomas

Beste Soloinstrument-Darbietung mit Orchester (Best Classical Performance Instrumental Soloist or Soloists with Orchestra):
- Ravel: Klavierkonzert für die linke Hand und Konzert für Klavier in G-Dur / Fauré: Fantaisie pour piano et orchestre von Alicia de Larrocha und dem London Philharmonic Orchestra unter Leitung von Rafael Frühbeck de Burgos

Beste Soloinstrument-Darbietung ohne Orchester (Best Classical Performance Instrumental Soloist or Soloists without Orchestra):
- Bach: Sonaten und Partiten für Violine solo von Nathan Milstein

Beste Kammermusik-Darbietung (Best Chamber Music Performance):
- Schubert: Trios Nr. 1 in B-Dur, Op. 99, und Nr. 2 in Es-Dur, Op. 100 (Klaviertrios) von Pierre Fournier, Arthur Rubinstein und Henryk Szeryng

Beste klassische Gesangsdarbietung (Best Classical Vocal Performance):
- Mahler: Kindertotenlieder von Janet Baker

## Special Merit Awards
Der Grammy Lifetime Achievement Award und der Trustees Award wurden 1975 nicht vergeben.